# Schenay

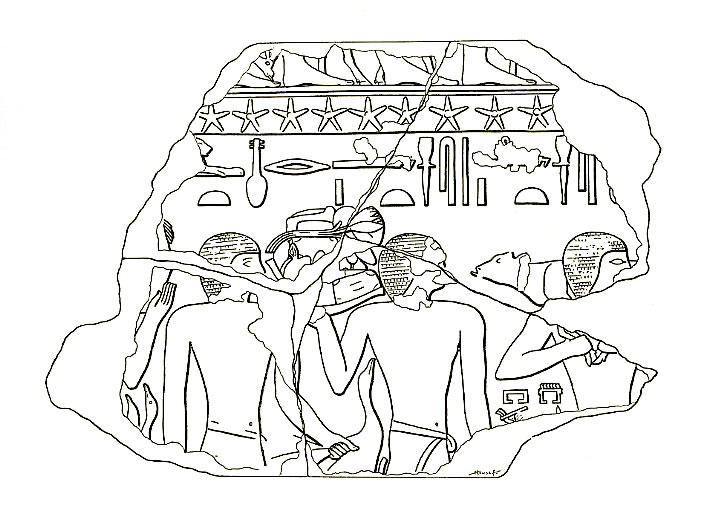
Figur des Schenay (rechts) auf Relief vom Pyramidentempel des Pepi II.

Schenay war ein hoher altägyptischer Beamter des Alten Reiches mit dem Titel eines Wesirs und Vorsteher von Oberägypten unter König Pepi II. (etwa 2245 bis 2180 v. Chr.). Er war damit einer der höchsten Würdenträger am königlichen Hof.
Schenay ist vor allem von seinem Grab bei der Pepi-II.-Pyramide in Sakkara bekannt. Das stark zerstörte Grab hatte eine dekorierte Grabkammer. Schenay ist auch im Totentempel der Pepi-II.-Pyramide dargestellt. Er war wohl in der Mitte der Regierungszeit von Pepi II. im Amt.